# Luther Blissett (futebolista)
Luther Loide Blissett (Falmouth, 1 de fevereiro de 1958) é um ex-futebolista e treinador de futebol inglês nascido na Jamaica. 

## Carreira em clubes
Blissett teve uma passagem de destaque pelo Watford, onde comçou a carreira, em 1975. Teve outras duas oportunidades de atuar pela equipe (1984–1988 e 1991–1993). Foram 415 partidas e 148 gols, deixando seu nome na história da equipe.
Atuou também por Milan, Bournemouth, WBA, Bury, Derry City, Mansfield Town e Southport.
Blissett encerrou sua carreira atuando em divisões semi-profissionais da Inglaterra, jogando por Wimborne Town e Fakenham Town.

## Seleção
Blissett teve uma curta passagem pela Seleção da Inglaterra, que durou de 1982 a 1984. Foram 14 partidas e dois gols marcados com a camisa do English Team.